# 振り香炉

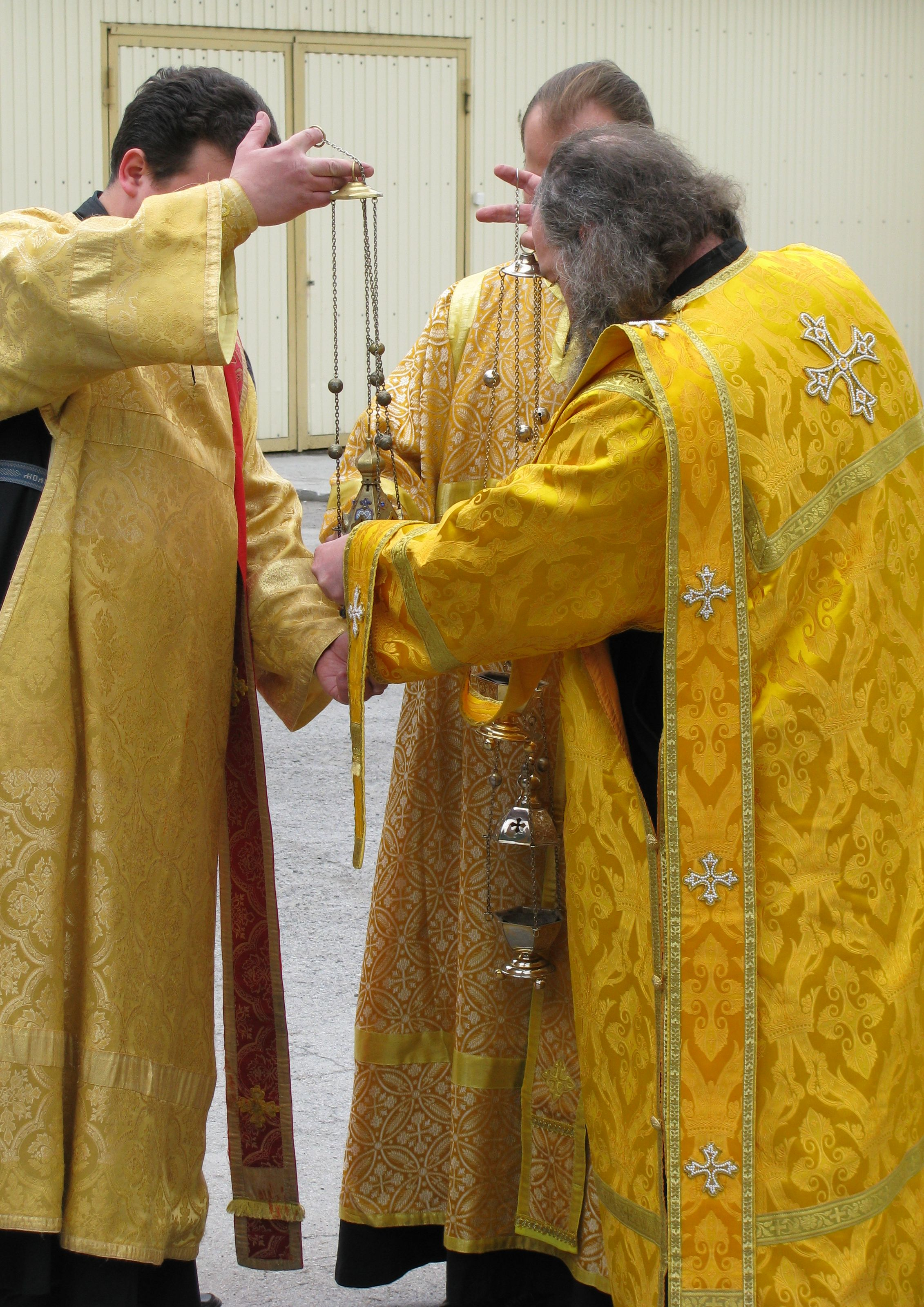
振り香炉を準備する三人の輔祭。ステハリを着用し、オラリと呼ばれる帯を肩から垂らしている。

振り香炉（ふりこうろ）とは、キリスト教の礼拝（奉神礼・典礼）に用いられる香炉。正教会でしばしば使われる。カトリック教会でも使われるが、使用頻度は減っている。聖公会でも時・場所によっては用いられることがある。

## 正教会における香炉
正教会では香炉を祈祷の際に用いる伝統を、旧約時代からの伝統として大切にしており、頻繁に香炉が用いられる。香には乳香が用いられる。
公祈祷においてのみならず、私祈祷においても香炉を用いる事が奨励されている。ただし私祈祷において用いられる香炉は、振り香炉ではなく小さな置き香炉である（私祈祷用の香炉も教会で頒布・販売されている事が多い）。
香炉から立ち上る煙のように祈りが天に届く事を祈願し記憶するという精神的な意味がある。

### 振り香炉の形状
金属製の鎖によって吊り下げられた金属製の香炉である。鈴が鎖に付けられている事が多い（付けられていないタイプのものも存在する）。振り香炉が振られる際に発せられる鈴の音は、参祷者に祈りを促すとともに、聖堂において炉儀（ろぎ）が行われている事を聖堂内の信徒に知らせる働きを持つ。

### 振り香炉を用いた炉儀
正教会では、パニヒダ、埋葬式、婚配機密（結婚式）、晩祷、聖体礼儀、その他の公祈祷において、振り香炉を用いた炉儀（ろぎ）が行われる（ギリシャ系の正教会では振り香炉ではなく手持ち香炉が用いられる事もある）。炉儀を行うのは神品（主教・司祭・輔祭）である。輔祭がいる場合には輔祭が最も頻繁に用いる。炉儀は行う者の体に対して振り香炉が縦に振られて行われる。
炉儀にはイコンなどに対する崇敬と祈りの象徴的行為であると同時に、神による創造に由来する人間の中にある神性への敬意を象徴するという、精神的意味合いが込められている。
そのためその対象となるのは、聖体、不朽体、宝座、イコン、イコノスタシスなどといった崇敬の対象にとどまらず、神品、誦経者・詠隊などの奉仕者、そして参祷者全員である。神品、参祷者は炉儀が自らに向けて行われた場合、お辞儀をして答礼を行い、謙遜の意を表す（主教は炉儀を行っている者に対して祝福を与える）。
日本ハリストス正教会でも振り香炉という語は用いられるが、祈祷書における指示等においては単に「香炉」と称されている。正教会の公祈祷で用いられる香炉は振り香炉である事が多いが、置き香炉や手持ち香炉も用いられており、祈祷書のこうした記載は振り香炉以外の香炉を用いる場面も想定したものである。

## 西方教会における香炉
カトリック教会や聖公会にも振り香炉を用いる伝統は存在し、かつては日常的に用いられていたが、他の種類の香炉と合わせ、現在では使用頻度は下がっている。正教会との違いとしては、香炉を振る際に縦ではなく横に振る事が挙げられる。なぜこのような縦・横の相違が東西教会の間に生じたのかについては、よく分っていない。
映画『薔薇の名前』でも振り香炉が登場するが、中世のカトリック教会の修道院を舞台に設定した事から、当然、振り香炉は横に振られている。
一方、プロテスタントでは、カトリック教会の典礼や正教会の奉神礼を取り入れたごく一部の教会の他では、振り香炉を含めた香炉は用いられない。